# Parafouille
Un parafouille est un rideau étanche placé sous un ouvrage (digue, barrage, etc.) pour empêcher un écoulement d’eau (renard) ou un affouillement.
Il peut être réalisé à l'aide de palplanches ou par exemple en créant une fondation suffisamment profonde en béton ou avec des enrochements.
Il est à adapter à chaque cas de figure, pouvant être nécessaire à l'aval mais aussi à l'amont des ouvrages.
Dans certains cas les parafouilles peuvent être construit horizontalement pour limiter les fouilles en profondeur.